# 格拉舒卡爾多蘇
10°13′37″S 37°11′52″W / 10.22694°S 37.19778°W
格拉舒卡爾多蘇（葡萄牙語：Graccho Cardoso），是巴西的城鎮，位於該國東北部，由塞爾希培州負責管轄，始建於1953年，面積242平方公里，海拔高度242米，2010年人口5,648，人口密度每平方公里23.32人。